# Loasa volubilis
Loasa volubilis är en brännreveväxtart som beskrevs av Antoine Laurent de Jussieu. Loasa volubilis ingår i släktet Loasa och familjen brännreveväxter. Inga underarter finns listade i Catalogue of Life.